# Megachalcis secundaria
Megachalcis secundaria är en stekelart som först beskrevs av Masi 1944.  Megachalcis secundaria ingår i släktet Megachalcis och familjen bredlårsteklar. Inga underarter finns listade i Catalogue of Life.